# Tosagua (canton)
Pour les articles homonymes, voir Tosagua (homonymie).
Tosagua est un canton d'Équateur situé dans la province de Manabí.